# آلبرت وولسکی
آلبرت وولسکی (انگلیسی: Albert Wolsky؛ زادهٔ ۲۴ نوامبر ۱۹۳۰) یک طراح صحنه و لباس اهل فرانسه است.وی دو بار برنده جایزه اسکار بهترین طراحی لباس در سال ۱۹۸۰ و۱۹۹۲ شده است.